# Sart-Babylone
Pour les articles homonymes, voir Babylone (homonymie).
Sart-Babylone est un quartier de la ville de Villeneuve-d'Ascq dans le département du Nord.

## Dénomination
Sart rappelle le travail des défricheurs qui agrandirent la clairière au XIIe siècle, dans la forêt du Barœul.
Babylone était le nom d'un cabaret de Flers-lez-Lille au XVIIIe siècle.

## Géographie

### Délimitations
Sart-Babylone est composé de deux sous-quartiers : celui du Sart et celui de Babylone.
Le quartier est délimité au sud par le rond-point Saint Ghislain, l'autoroute A22 ; au nord par l'avenue de Flandre ; à l'est par la rue Jean Jaurès, par la rue du Maréchal de Lattre de Tassigny, la rue du Recueil, la rue de la Fontaine et la rue du Rondeloir ; à l'ouest par la rue de la Cense et la commune de Wasquehal.

## Histoire
Autrefois, le territoire du quartier faisait partie de la commune de Flers.
Autrefois se trouvait dans le quartier l'école Pasteur, construite en 1883 et fermée à la rentrée 1979, aujourd'hui transformée en Musée de l'école de Villeneuve d'Ascq.
Le quartier s'est développé dans la continuité de Flers Breucq.
En 1988 débute le chantier de la piscine de Babylone. C'est, en septembre 1988, le plus gros investissement municipal jamais engagé. Le centre nautique ouvrira en 1989.

## Urbanisme
Le sous-quartier Babylone est prend la forme d'un grand ensemble, alors que le Sart est davantage bourgeois.

## Sport
Le quartier abrite le centre nautique de Babylone, qui totalise 240 000 entrées par an.

## Santé

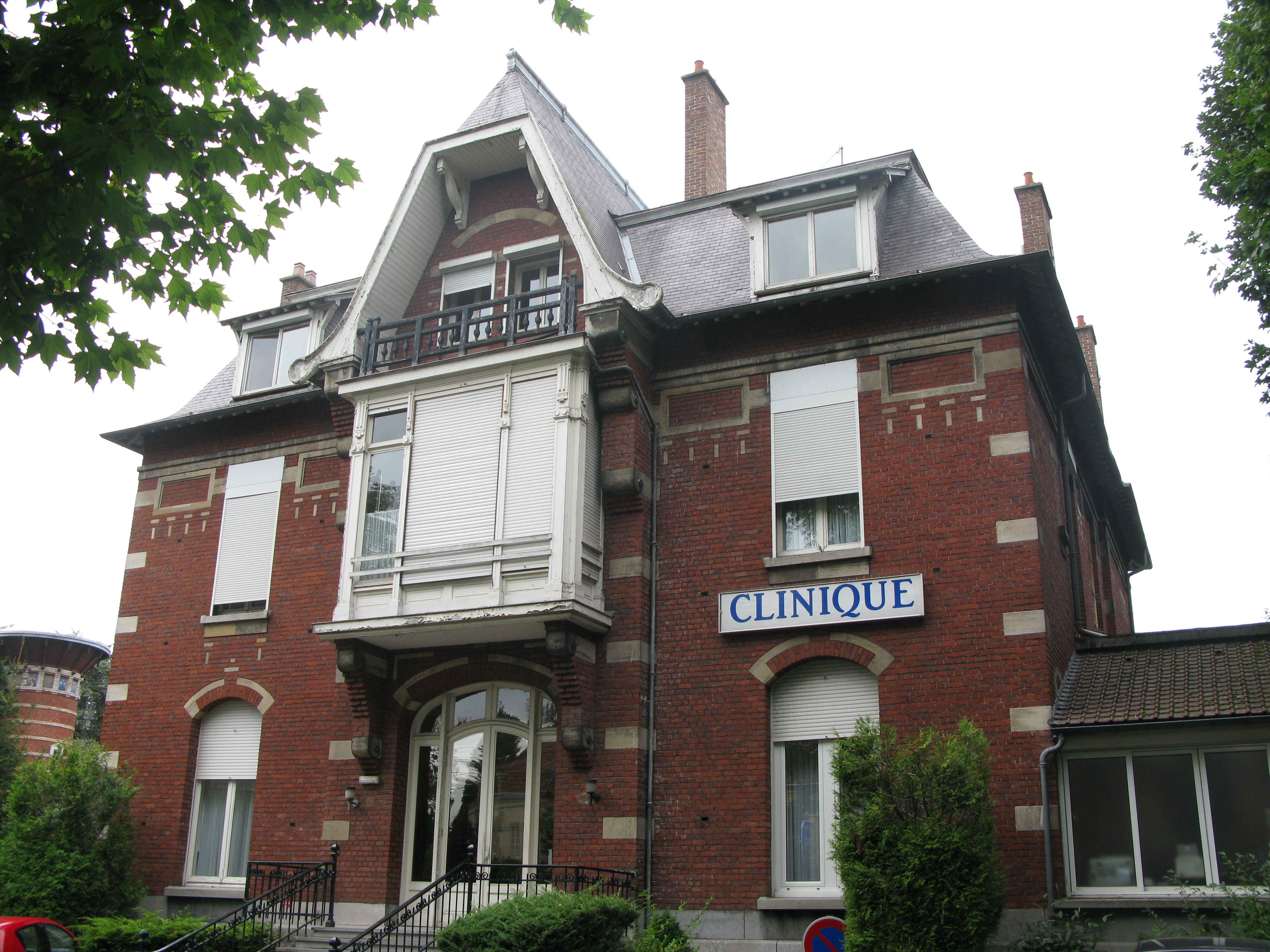
La clinique Jean Varlet

Le quartier abrite la clinique neuro-psychiatrique Jean Varlet

## Patrimoine et sites remarquables
Le Sart-Babylone possède plusieurs sites intéressants. On retiendra le Château du Sart (XVIIIe siècle), l'Église du Sacré-Cœur du Sart (XIXe siècle), la ferme Descamps (XVIIe siècle) située rue de Babylone, et la rue Jacquard aux maisons ouvrières typiques du XIXe siècle.

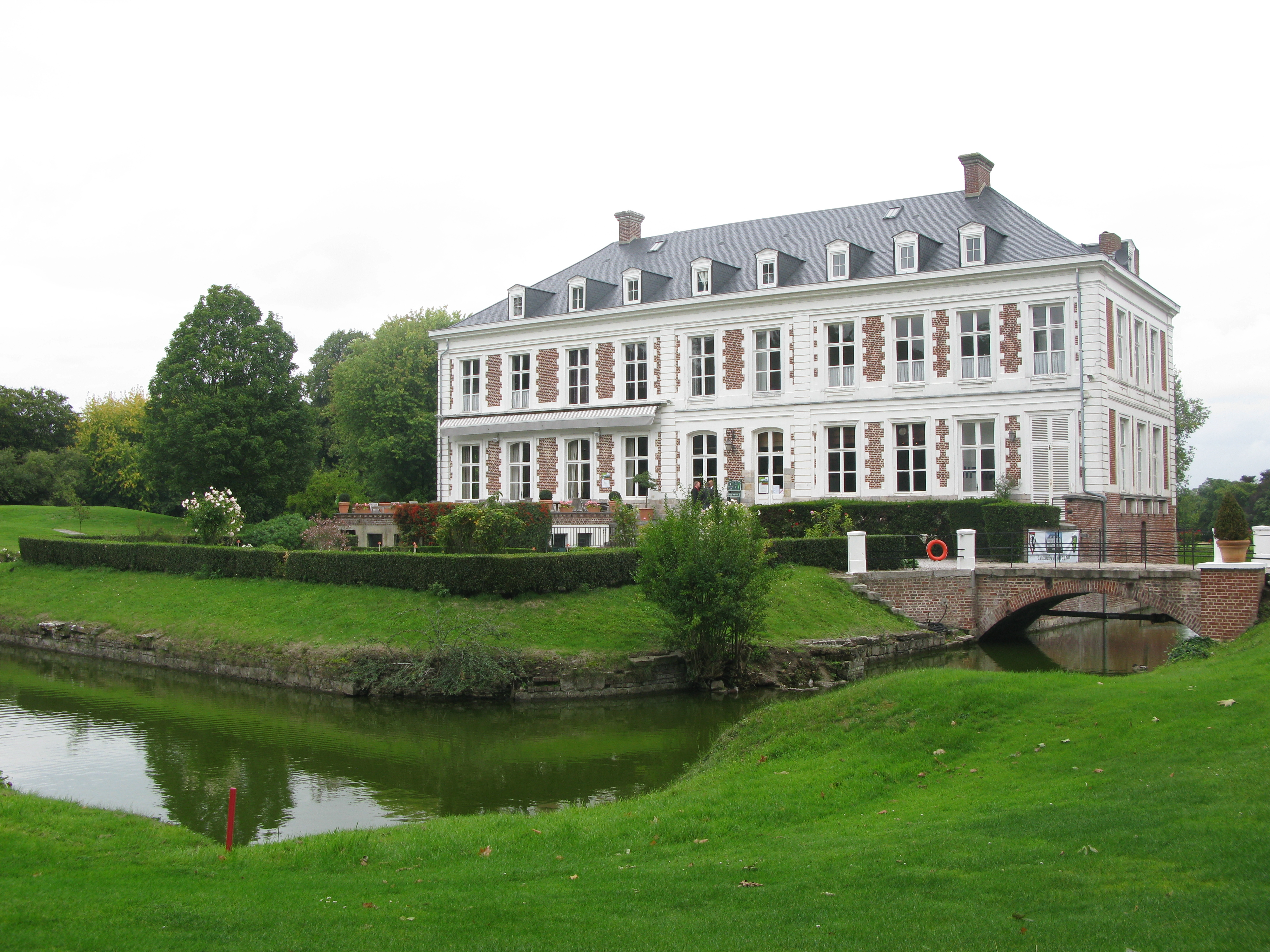
Le château du Sart
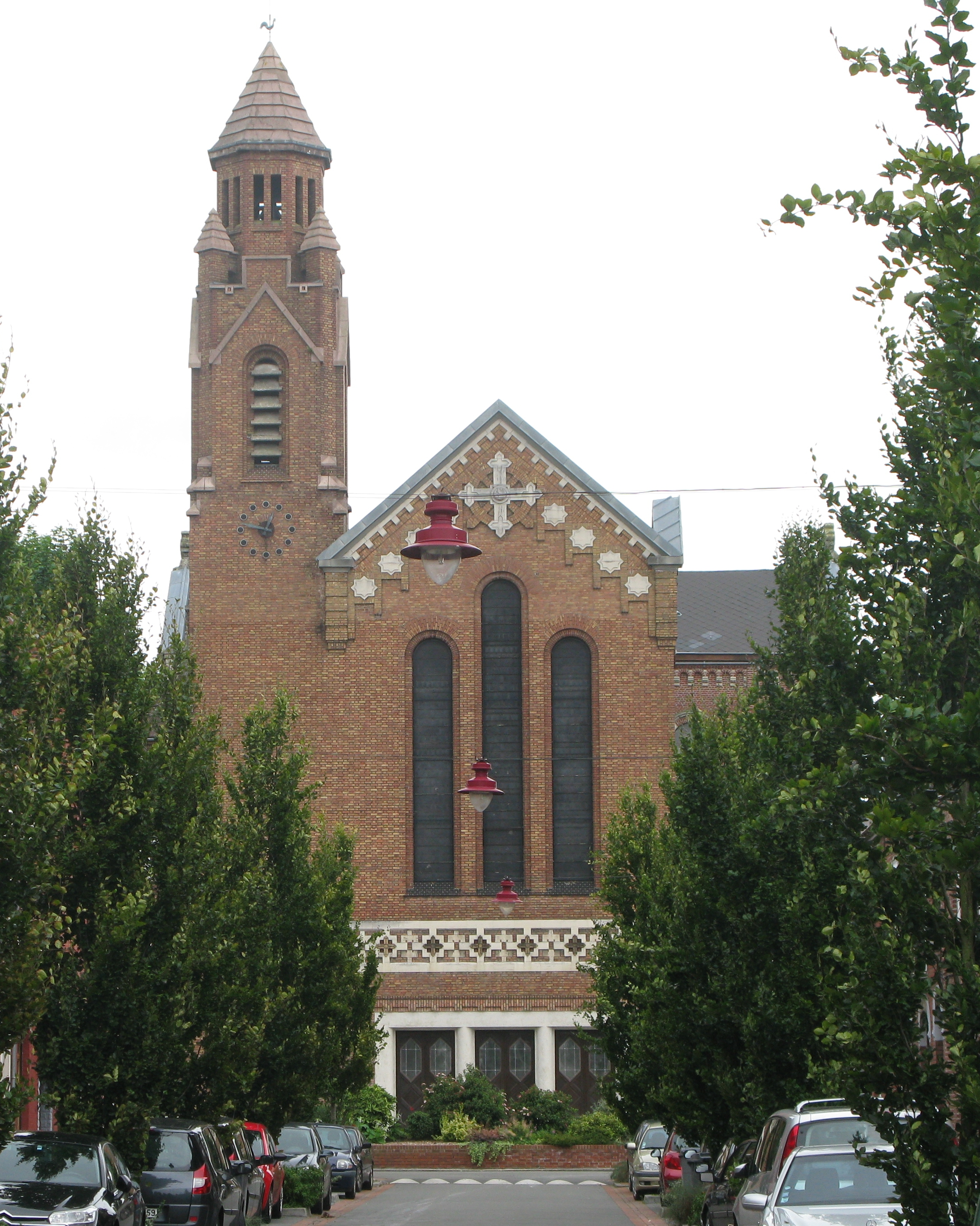
L'Église du Sacré-Cœur du Sart

Le quartier abrite également le Musée de l'école de Villeneuve d'Ascq.

## Enseignement
On trouve la maison des Compagnons de Lille (rue de Babylone), où des Compagnons du devoir forment des ouvriers.

## Transport

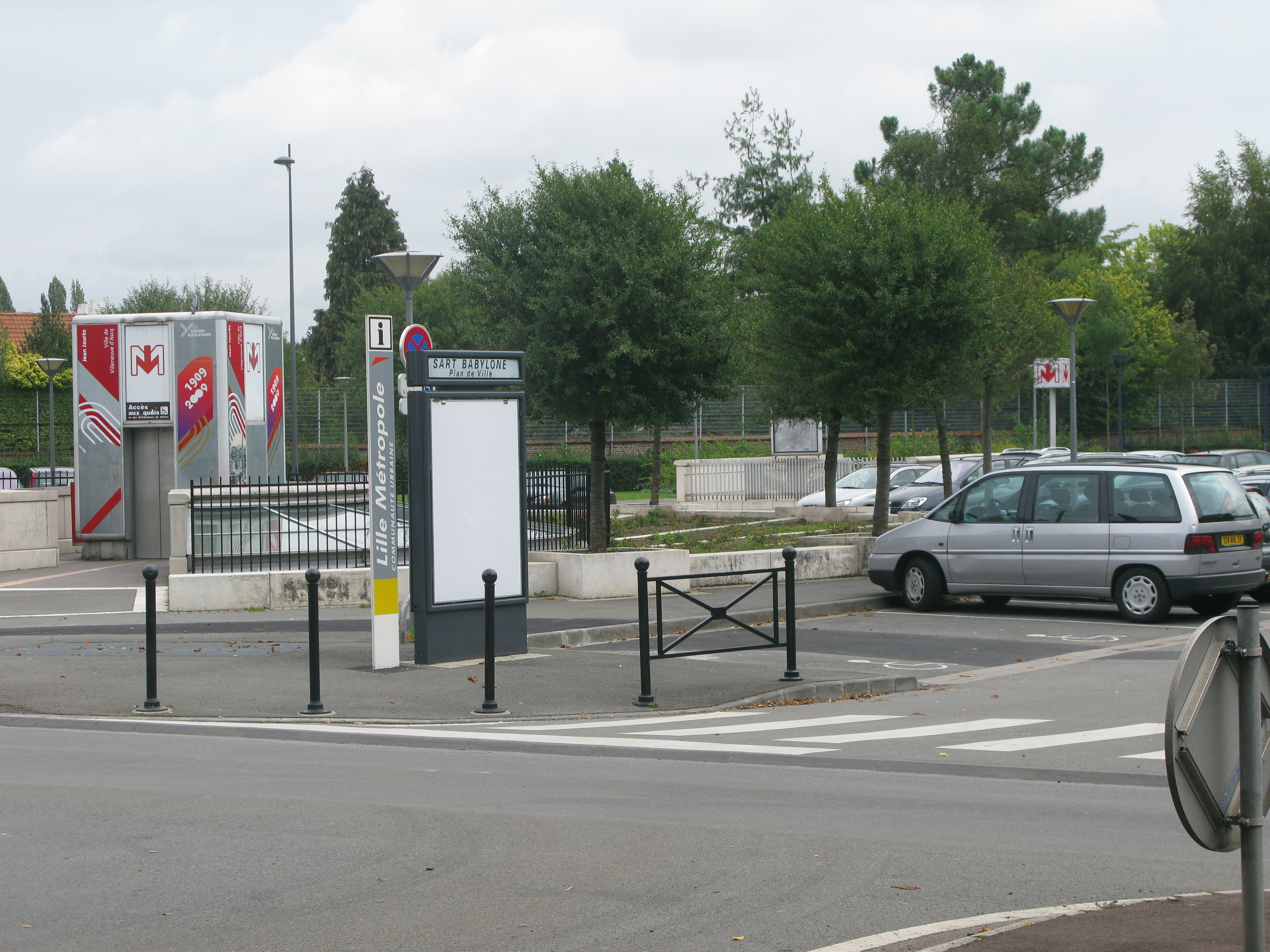
Station Jean Jaurès

- La ligne 2 du métro de Lille exploitée par Ilévia dessert Sart-Babylone via la station Jean Jaurès. La station Wasquehal - Pavé de Lille est à proximité.
- Le quartier est desservi par Ilévia par la ligne 32 qui rejoint Wasquehal.